# Некст
«Некст» — торговая марка комбинированного анальгетика на основе ибупрофена и парацетамола, выпускаемого для российского рынка, фармакотерапевтическая группа: «анальгезирующее средство комбинированное (НПВП + анальгезирующее ненаркотическое средство)».
Выведена на рынок «Фармстандартом» в марте 2012 года из-за опасений спада продаж анальгетиков (составлявших 14 % от общего объёма продаж компании) в период перевода кодеиносодержащих препаратов в категорию рецептурных. Производство налажено на заводах «Фармстандарта» в Курске и Томске. Появление на рынке сопровождалось масштабной рекламной кампанией в средствах массовой информации. Среди новых препаратов 2012 года марка заняла 8-е место на российском рынке по объёму продаж (31,6 млн руб.).
В 2013 году марка передана выделенной из «Фармстандарта» компании «Отисифарм». По итогам 2016 года продажи препарата вышли на уровень около 455 млн руб., составив 1,7 % от общей выручки «Отисифарма».
Основной конкурент — препарат «Ибуклин» индийской фирмы Dr. Reddy’s, занимавший на момент запуска «Некста» 79 % российского рынка комбинаций ибупрофена и парацетамола.